# Colosova
Colosova (ros. Колосово, Kołosowo) – wieś w Mołdawii (Naddniestrzu), w rejonie Grigoriopol, siedziba gminy o tej samej nazwie. W 2004 roku liczyła 809 mieszkańców.

## Położenie
Miejscowość znajduje się na lewym brzegu Dniestru, pod faktyczną administracją Naddniestrza, w odległości 32 km od Grigoriopola i 78 km od Kiszyniowa.

## Historia
Wioska Colosova została założona w 1809 roku pod nazwą Bergdorf przez grupę niemieckich kolonistów o nazwisku Bergdorf, która w 1814 roku posiadała 61 gospodarstw domowych. W 1859 roku we wsi było 126 gospodarstw domowych zamieszkanych przez 1355 mieszkańców, kościół i szkoła podstawowa. W 1897 roku miejscowość liczyła 1436 mieszkańców. Na początku XX wieku niektórzy osadnicy wyemigrowali do Ameryki Północnej, inni do regionu Turgai. Wraz z ustanowieniem władzy radzieckiej rozpoczęła się kolektywizacja rolnictwa, wielu niemieckich kolonistów zostało poddanych represjom, tym samym nazwa miejscowości została zmieniona na Colosova. Po 1941 roku wszyscy niemcy z tej miejscowości zostali repatriowani do Niemiec, dzięki czemu spis ludności z 1949 roku nie wykazał na terenie wsi żadnych etnicznych Niemców. W okresie sowieckim w miejscowości otwarto 8-letnią szkołę, klub z instalacją kinową, bibliotekę, warsztaty usług społecznych, pocztę, przedszkole oraz sklep.

## Demografia
Według danych spisu powszechnego w Naddniestrzu w 2004 roku wieś liczyła 809 mieszkańców, z czego niemal połowę, 376 osób, stanowili Ukraińcy.